# More Than My Hometown
More Than My Hometown è un brano scritto e registrato dal cantante statunitense Morgan Wallen. La canzone è stata pubblicato il 27 maggio 2020 come singolo estratto dal suo secondo album in studio Dangerous: The Double Album.

## Descrizione
Wallen ha scritto "More Than My Hometown" in collaborazione con Michael Hardy, Ernest Keith Smith e Ryan Vojtesak, e il disco è stato prodotto da Joey Moi. 
La canzone parla dell'amore di un ragazzo, il narratore della storia, per la sua piccola città natale, Il ragazzo ama così tanto la sua città che decide di non seguire la sua fidanzata, che invece pensa di trasferirsi in una grande città: "Questa potrebbe essere l'ultima volta che ti incontro, perché non posso amarti più della mia città natale".

## Classifiche
| Classifica                       | Massima posizione |
| -------------------------------- | ----------------- |
| Australia Country Hot 50         | 2                 |
| Canada (Billboard Hot 100)       | 22                |
| Canada Country (Billboard)       | 1                 |
| Stati Uniti (Billboard Hot 100)  | 15                |
| US Country Airplay (Billboard)   | 1                 |
| US Hot Country Songs (Billboard) | 2                 |

## Certificazioni
| Regione     | Certificazione | Unità/vendite certificate |
| ----------- | -------------- | ------------------------- |
| Australia   | Platino        | 70.000‡                   |
| Canada      | 4× Platino     | 320.000‡                  |
| Stati Uniti | 5× Platino     | 5.000.000‡                |